# Mato seco em chamas
Mato seco em chamas (internationaler Titel Dry Ground Burning) ist ein brasilianisch-portugiesischer Film von Adirley Queirós und Joana Pimenta, der seine Weltpremiere bei den Internationalen Filmfestspielen Berlin 2022 in der Sektion „Forum“ hat.
Wie auch in den beiden vorhergehenden Filmen Queirós’ spielt die Handlung in der zweitgrößten Favela Brasiliens, Sol Nascente, in einem Außenbezirk von Ceilândia in der Nähe von Brasília. Im Mittelpunkt des Films steht eine Gruppe von Frauen, die im Gebiet gefördertes Öl verkaufen.

## Handlung
Léa wurde gerade aus dem Gefängnis entlassen und schließt sich Chitara an, die eine behelfsmäßige Ölraffinerie in Sol Nascente betreibt. Zusammen mit anderen Frauen verkaufen sie das Öl als Benzin günstig an eine örtliche Motorrad-Gang, die ihnen im Gegenzug Anteile an ihren Kurierfahrten zusichert.
Das Gebiet ist weitestgehend ein rechtsfreier Raum. Um sich vor Übergriffen zu schützen, bewachen die Frauen die Raffinerie nachts von Wachtürmen aus mit Schusswaffen. Die Polizei traut sich nur mit einem gepanzerten Wagen in das Viertel.
Léa träumt davon, eines Tages ein Bordell zu eröffnen. Die durch das Ölgeschäft gewonnene Macht stärkt ihren Zusammenhalt als Schwestern. Sie erkennen schließlich, dass es der Traum ihres Vaters Lasqueira war, „dem meistgefürchteten Verbrecher von Ceilândia“, sie eines Tages zusammenzubringen.
Andreia Vieira kandidiert unterdessen bei den Kommunalwahlen als stellvertretende Kandidatin für Sol Nascente. Sie will Mototaxis legalisieren, das Abwassersystem der Stadt verbessern und Volkshochschulen und lokale Krankenhäuser bauen. Mit ihrem Wahlkampf-Laster fährt sie umher und trotzt den unterdrückerischen Ideologien und Systemen.

## Produktion
2019 kündigte Brasiliens Präsident Jair Bolsonaro neue Regeln an, um die Art der für eine staatliche Förderung ausgewählten Filme zu beeinflussen. Bevorzugt werden sollen Filme über brasilianische Heldengeschichten. Die Förderentscheidung zugunsten von Mato seco em chamas fiel noch in den Zeitraum vor der Änderung.
Der Film wurde über einen Zeitraum von drei Jahren in Sol Nascente und Ceilândia gedreht. Den Dreharbeiten waren monatelange Gespräche und Experimente vor Ort vorausgegangen. Der Film soll eine Fabel über die brasilianische Politik erzählen und lebt auch von den Widersprüchen, die während der Dreharbeiten zum Vorschein kamen. Die Darstellerinnen spielen fiktionalisierte Versionen von sich selbst, ein Stilmittel, das auf die Tradition von Jean Rouchs Moi, un negre (1958) zurückgeht.

## Rezeption
In der Beschreibung der Berlinale heißt es, der Film hätte Anleihen aus Western und Heist-Movies („karge Landschaft und Schießereien“), aber auch aus dem Science-Fiction-Film („gepanzerter Polizeiwagen“) und aus Musicals („tanzende Frauen auf dem Wahlkampftruck“). Den stärksten Eindruck hingegen hinterlässt die „Kraft des Dokumentarischen: echte Schauplätze, reale Proteste gegen Bolsonaro, […] – jenseits der Fiktion ist das wahre Leben“.
Auf der Website des Arsenal schreibt die Filmemacherin Libertad Gills von einer „dystopisch-apokalyptischen Traumlandschaft“, die „trotz allem stark in der Realität verhaftet ist“. Léas Erinnerungen an das Gefängnis seien stets präsent. In Zusammenhang mit Bolsonaros Brasilien sei dieser Film daher „ausgesprochen relevant, zeitgemäß und notwendig“. Der Film sei ein „kühnes Porträt über Frauen auf der Suche nach Lebensentwürfen außerhalb des Mainstreams“. Somit entspreche er „sicherlich nicht dem, was Bolsonaro mit seinen Geschichten über ‚nationale Helden‘ im Sinn hatte“.

## Auszeichnungen und Nominierungen
- 2022: Internationale Filmfestspiele Berlin
  - Nominierung für den Caligari-Filmpreis (mit 4.000 Euro dotiert)[4]
  - Grand Prix Cinema du Réel, Paris (zus. 8000 Euro)